# Aeroporto Internacional da Beira
O Aeroporto Internacional da Beira (código IATA: BEW, ICAO: FQBR) é o segundo maior aeroporto de Moçambique localizado na cidade da Beira.

## Linhas Aéreas e Destinos.
| Companhias                   | Destinos                                                                                   |
| ---------------------------- | ------------------------------------------------------------------------------------------ |
| Linhas Aéreas de Moçambique. | Joanesburgo - Dar es Salaam - Nairobi. - Maputo - Nampula - Quelimane - Tete - Vilanculos. |
| South African Airways.       | Johannesburgo.                                                                             |